# Saltoro
Der Saltoro ist ein linker Nebenfluss des Hushe im pakistanischen Sonderterritorium Gilgit-Baltistan.

## Verlauf
Der Saltoro entsteht am Zusammenfluss von Kondus (rechts) und Dansam (links). Der Saltoro  entwässert die Saltoro-Berge nach Südwesten hin. Seine beiden Quellflüsse werden vom Kondusgletscher und vom Bilafond-Gletscher gespeist. Der Saltoro strömt in überwiegend westlicher Richtung durch den südlichen Karakorum. Die Ortschaft Haldi liegt am Flusslauf unweit seiner Mündung in den Hushe. Der Saltoro hat eine Länge von 20 km.